# كامل راستام
كامل راستام (بالفرنسية: Kamil Rustam)‏ هو موسيقي وملحن وكاتب أغاني وعازف قيثارة فرنسي، ولد في 28 يناير 1962 في أمستردام في هولندا.

## وصلات خارجية
- الموقع الرسمي
- كامل راستام على موقع ميوزك برينز (الإنجليزية)
- كامل راستام على موقع ديسكوغز (الإنجليزية)